# Landessportler des Jahres (Bremen)

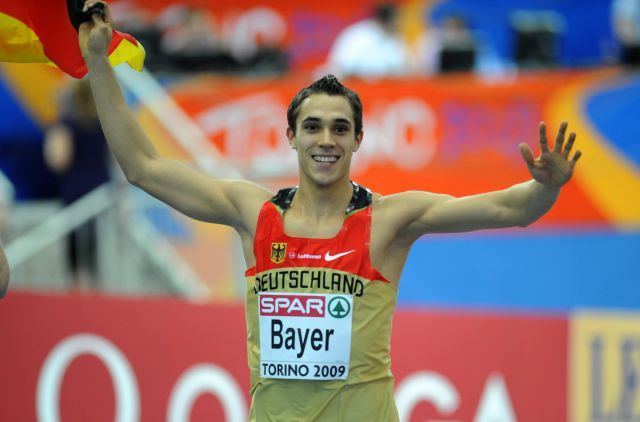
Der Weitspringer Sebastian Bayer war Bremer Sportler des Jahres 2009.

Die Auszeichnung zum Bremer Sportler des Jahres wird seit 1980 verliehen. Prämiert werden die bemerkenswertesten sportlichen Leistungen von Athleten aus der Freien Hansestadt Bremen. Drei Ausländern wurde die Ehrung bisher zuteil: 1989 dem norwegischen Fußballer Rune Bratseth, 2004 dem griechischen Fußballer Angelos Charisteas und 2017 dem rumänischen Tischtennisspieler Hunor Szőcs. 1997 wurde zusätzlich eine Ehrungskategorie für die beste Mannschaft des Jahres ins Leben gerufen. In dieser Wertung dominieren seither die Tanzsportvereine, die seit Jahren mit diversen Welt- und Europameistertiteln in der Weltklasse zu finden sind. Der Grün-Gold-Club Bremen gewann die Auszeichnung zur Bremer Mannschaft des Jahres zwischen 2003 und 2009 siebenmal in Folge. Seit 2014 werden geschlechterübergreifend auch Nachwuchssportler prämiert.
Die Preisverleihung fand zumeist jeweils rückwirkend für das abgelaufene Jahr in der Regel auf dem vom Landessportbund Bremen (LSB) organisierten „Ball des Sports“ im Frühjahr des neuen Jahres im Congress Centrum Bremen auf der Bürgerweide statt. 2012 sollte die Verleihung nach Angaben des LSB nur in „einem kleinen festlichen Rahmen“ stattfinden. Das Wahlverfahren hat sich in den letzten Jahren mehrfach geändert. Zeitweise handelte es sich um eine Kombination aus Publikums- und Fachjurywahl, wobei auch die Gäste der Gala noch Stimmrecht besaßen. Aus diesen drei Abstimmungen wurde das endgültige Ergebnis ermittelt und noch am gleichen Abend während der Veranstaltung bekannt gegeben. So wurden beispielsweise für die Wahl zum Sportler des Jahres 2009 insgesamt über 3500 Stimmen abgegeben, von denen mehr als 2000 auf das Internetvoting entfielen und rund 900 von den Ballgästen stammten. Da 2011 der „Ball des Sports“ auf Grund zu geringer Sponsorenunterstützung abgesagt worden war, erfolgte die Ehrung am 23. März in der Oberen Rathaushalle. Aus diesem Grunde wurde auch die Stimmenvergabe anders gewichtet: 50 Prozent entfielen auf die öffentliche Wahl der Leser des Weser-Kurier, dessen Onlineausgabe und der LSB-Monatszeitschrift Bremer Sport, die andere Hälfte auf die Jury. 2012 wird ausschließlich eine Online-Publikumswahl abgehalten, die auf den Internetseiten des Weser-Kuriers und der Nordsee-Zeitung präsentiert wird.
Die Landessportler des Jahres 2013 wurden durch eine achtköpfige Jury ermittelt, die sich aus Sportjournalisten und -funktionären zusammensetzte und auf einer Gala im GOP Varieté-Theater geehrt.

## Preisträger
| Jahr | Sportler                                       | Sportlerin                                                                       | Mannschaft                                                       | Einzel Nachwuchs                    | Mannschaft Nachwuchs                              | Behindertensportler/in              | Trainer/in                                |
| ---- | ---------------------------------------------- | -------------------------------------------------------------------------------- | ---------------------------------------------------------------- | ----------------------------------- | ------------------------------------------------- | ----------------------------------- | ----------------------------------------- |
| 2023 | Thomas Friedrich Formationstanzen              | Carolin Schiff Gravelbike                                                        | Fischtown Pinguins Bremerhaven Eishockey                         | Leo Fischer Rudern                  | Danylo Zhovnovsky/Fabian Mosen Kanusport          | Mohammed Taher Alharari Tischball   | Thomas Popiesch Eishockey                 |
| 2022 | Mattias Falck Tischtennis                      | Lena Frerichs Hockey                                                             | Werder Bremen Fußball                                            | Alexandru Negel Boxen               | Luna Albanese/Dimitri Kalistov Tanzsport          | Anna Josephine Schulz Schwimmen     | Katharina Kort Turnen                     |
| 2021 | Jan Urbas Eishockey                            | Karina Schönmaier Turnen                                                         | Grün-Gold-Club Bremen Tanzsport                                  | Jana Bozek Rollstuhlbasketball      | Lukrecija Kuraite/Yigit Bayraktar Tanzsport       | Elke Seeliger Sportschießen         | Benjamin Eta Fußball                      |
| 2020 | wegen COVID-19-Pandemie ausgefallen            | wegen COVID-19-Pandemie ausgefallen                                              | wegen COVID-19-Pandemie ausgefallen                              | wegen COVID-19-Pandemie ausgefallen | wegen COVID-19-Pandemie ausgefallen               | wegen COVID-19-Pandemie ausgefallen | wegen COVID-19-Pandemie ausgefallen       |
| 2019 | Lennard Kämna Straßenradsport                  | Rike Jürgens Hip-Hop                                                             | Grün-Gold-Club Bremen Tanzsport                                  | Naomi Conze Handball                | Palmira Seeger-Suarez/Paul Turbanow Rollkunstlauf | Léon Schäfer Leichtathletik         | Gerd Stürmer Volleyball                   |
| 2018 | Florian Wellbrock Schwimmen                    | Lina Goncharenko Rollkunstlauf                                                   | Grün-Gold-Club Bremen Tanzsport                                  | Julian Hoyer Volleyball             | SG Findorff – C-Jugend (Mädchen) Korbball         | Christophe Schuler Golf             | Thomas Popiesch Eishockey                 |
| 2017 | Hunor Szőcs Tischtennis                        | Kea Kühnel Freestyle-Skiing                                                      | Bremer HC Hockey                                                 | Jerry Ndhine Basketball             | HC Bremen – A-Jugend (Jungen) Handball            | Mike Schwenke Leichtathletik        | Roberto Albanese Tanzsport                |
| 2016 | Clemens Fritz Fußball                          | Natalie Hermann Rhythmische Sportgymnastik                                       | Fischtown Pinguins Bremerhaven Eishockey                         | Sebastian Nötzel BMX                | Club zur Vahr – AK16 (Mädchen) Golf               | Weserstars Bremen Sledge-Eishockey  | Martin Schultze Hockey                    |
| 2015 | Philipp Kass Leichtathletik                    | Lena Ischebeck Triathlon                                                         | Grün-Gold-Club Bremen Tanzsport                                  | Yara-Sophie Hierath Schwimmen       | Martin Schubert/Sven Paufler Kanusport            | Léon Schäfer Leichtathletik         | Gisela Drygala Rhythmische Sportgymnastik |
| 2014 | Davie Selke Fußball                            | Kristina Hillmann Hockey                                                         | Fischtown Pinguins Bremerhaven Eishockey                         | Sabah Moukdir Boxen                 | Bremer Hockey-Club – A-Jugend (Mädchen) Hockey    |                                     |                                           |
| 2013 | Vadim Averin Hip-Hop                           | Imke Turner Taekwondo                                                            | Grün-Gold-Club Bremen Tanzsport                                  | Stina Seidler Leichtathletik        | HC Bremen – A-Jugend (Jungen) Handball            |                                     |                                           |
| 2012 | Adrian Crișan Tischtennis                      | Antonia Bethke Rhythmische Sportgymnastik                                        | Bremen Firebirds Cheerleader – BFC Evil Fire Dancer Cheerleading |                                     |                                                   |                                     |                                           |
| 2011 | Hinrich Arkenau Golf                           | Aleksandra Zapekina Rhythmische Sportgymnastik                                   | Verein für Hochschulsport – Rudern Rudern                        |                                     |                                                   |                                     |                                           |
| 2010 | Sverre Reinke Segeln                           | Aleksandra Zapekina Rhythmische Sportgymnastik                                   | Verein für Hochschulsport – Rudern Rudern                        |                                     |                                                   |                                     |                                           |
| 2009 | Sebastian Bayer Leichtathletik                 | Carolin Nytra Leichtathletik                                                     | Grün-Gold-Club Bremen Tanzsport                                  |                                     |                                                   |                                     |                                           |
| 2008 | Knud Lange Rudern                              | Carolin Nytra Leichtathletik                                                     | Grün-Gold-Club Bremen Tanzsport                                  |                                     |                                                   |                                     |                                           |
| 2007 | Knud Lange Rudern                              | Jonna Tilgner Leichtathletik                                                     | Grün-Gold-Club Bremen Tanzsport                                  |                                     |                                                   |                                     |                                           |
| 2006 | Knud Lange Rudern                              | Jonna Tilgner Leichtathletik                                                     | Grün-Gold-Club Bremen Tanzsport                                  |                                     |                                                   |                                     |                                           |
| 2005 | Tim Laube Rudern                               | Tina Ahlbrecht Taekwondo                                                         | Grün-Gold-Club Bremen Tanzsport                                  |                                     |                                                   |                                     |                                           |
| 2004 | Angelos Charisteas Fußball                     | Samantha Kazmierczak Rhythmische Sportgymnastik                                  | Grün-Gold-Club Bremen Tanzsport                                  |                                     |                                                   |                                     |                                           |
| 2003 | Fabian Ernst Fußball                           | Juliane Weigel Rhythmische Sportgymnastik                                        | Grün-Gold-Club Bremen Tanzsport                                  |                                     |                                                   |                                     |                                           |
| 2002 | Marco Bode Fußball                             | Pia Böttcher Rhythmische Sportgymnastik                                          | TSG Bremerhaven Tanzsport                                        |                                     |                                                   |                                     |                                           |
| 2001 | Frank Rost Fußball                             | Christiane Fuchs Leichtathletik                                                  | TSG Bremerhaven Tanzsport                                        |                                     |                                                   |                                     |                                           |
| 2000 | Lars Figura Leichtathletik                     | Tina Ahlbrecht Taekwondo                                                         | Blumenthaler TV – Gymnastik und Tanz Rhythmische Sportgymnastik  |                                     |                                                   |                                     |                                           |
| 1999 | Lars Figura Leichtathletik                     | Tina Ahlbrecht Taekwondo                                                         | TSG Bremerhaven Tanzsport                                        |                                     |                                                   |                                     |                                           |
| 1998 | Lars Figura Leichtathletik                     | Yvonne Biere Schwimmen                                                           | Bremen Dockers Baseball                                          |                                     |                                                   |                                     |                                           |
| 1997 | Frank Carstens Handball                        | Dörte Stürmer Volleyball                                                         | TSG Bremerhaven Tanzsport                                        |                                     |                                                   |                                     |                                           |
| 1996 | Marco Bode Fußball                             | Dagmar Stelberg Handball                                                         |                                                                  |                                     |                                                   |                                     |                                           |
| 1995 | Dieter Eilts Fußball                           | Christine Frai Fußball (Schiedsrichterin)                                        |                                                                  |                                     |                                                   |                                     |                                           |
| 1994 | Oliver Rau Rudern                              | Annette Barkmann Rudern                                                          |                                                                  |                                     |                                                   |                                     |                                           |
| 1993 | Oliver Rau Rudern                              | Nicole Gerdes Rhythmische Sportgymnastik                                         |                                                                  |                                     |                                                   |                                     |                                           |
| 1992 | Carl Alfred Scherer 60 Deutsche Sportabzeichen | Nicole Gerdes Rhythmische Sportgymnastik                                         |                                                                  |                                     |                                                   |                                     |                                           |
| 1991 | Marco Pauffler / Ulrich Steger Kanusport       | Gisela Böllhoff Ultraleichtfliegen                                               |                                                                  |                                     |                                                   |                                     |                                           |
| 1990 | Uwe Harttgen Fußball                           | Stefanie Starke Schwimmen – Gehörlose                                            |                                                                  |                                     |                                                   |                                     |                                           |
| 1989 | Rune Bratseth Fußball                          | Annette Barkmann / Christiane Will / Gudrun Maßmann / Jeanette Rethemeyer Rudern |                                                                  |                                     |                                                   |                                     |                                           |
| 1988 | Markus Kaiser Rollkunstlauf                    | Corinna König Reitsport                                                          |                                                                  |                                     |                                                   |                                     |                                           |
| 1987 | Gerd Meyer Rudern                              | Antje Cordes Rudern                                                              |                                                                  |                                     |                                                   |                                     |                                           |
| 1986 | Rudi Völler Fußball                            | Claudia Bock Tennis                                                              |                                                                  |                                     |                                                   |                                     |                                           |
| 1985 | Markus Kaiser Rollkunstlauf                    | Ilse Michael Tennis                                                              |                                                                  |                                     |                                                   |                                     |                                           |
| 1984 | Günter Mindermann Reitsport                    | Iris Rehbein Judo                                                                |                                                                  |                                     |                                                   |                                     |                                           |
| 1983 | Norbert Meier Fußball                          | Maike Riter Eis- und Rollsport                                                   |                                                                  |                                     |                                                   |                                     |                                           |
| 1982 | Rudi Völler Fußball                            | Jutta Dierks Schwimmen                                                           |                                                                  |                                     |                                                   |                                     |                                           |
| 1981 | Erwin Kostedde Fußball                         | Petra Völkel Schwimmen                                                           |                                                                  |                                     |                                                   |                                     |                                           |
| 1980 | Stefan Buben Judo                              | Waltraud Bayer Leichtathletik                                                    |                                                                  |                                     |                                                   |                                     |                                           |